# Suits (5.ª temporada)
A quinta temporada do drama americano Suits foi encomendado em 11 de agosto de 2014. A quinta temporada foi originalmente transmitida na USA Network nos Estados Unidos entre 24 de junho de 2015 e 2 de março de 2016. A temporada foi produzida pela Hypnotic Films & Television e pela Universal Cable Productions, e os produtores executivos foram Doug Liman, David Bartis e o criador da série, Aaron Korsh. A temporada teve seis personagens regulares sendo eles funcionários do escritório de advocacia ficcional Pearson Specter Litt, localizado em Manhattan: Gabriel Macht, Patrick J. Adams, Rick Hoffman, Meghan Markle, Sarah Rafferty e Gina Torres

## Visão geral
A série gira em torno de advogado corporativo Harvey Specter e seu advogado associado Mike Ross que, entre os dois, têm apenas um diploma de direito.

## Elenco e personagens
| - Gabriel Macht como Harvey Specter - Patrick J. Adams como Mike Ross - Rick Hoffman como Louis Litt - Meghan Markle como Rachel Zane - Sarah Rafferty como Donna Paulsen - Gina Torres como Jessica Pearson - David Costabile como Daniel Hardman | - Wendell Pierce como Robert Zane - Eric Roberts como Charles Forstman - Amanda Schull como Katrina Bennett - Rachael Harris como Sheila Sazs - Leslie Hope como Anita Gibbs - John Pyper-Ferguson como Jack Soloff - Megan Gallagher como Laura Zane |

### Casting
Seis atores receberam o faturamento de estrelas na primeira temporada do programa, todos eles reprisam seus papéis nessa temporada. Cada personagem trabalha no escritório de advocacia ficcional Pearson Specter Litt, em Manhattan. Gabriel Macht interpreta o advogado corporativo Harvey Specter, que é promovido a sócio sênior e é forçado a contratar um advogado associado. Patrick J. Adams faz o abandono da faculdade Mike Ross, que ganha a posição de associado com sua memória eidética e desejo genuíno de ser um bom advogado. Rick Hoffman interpreta Louis Litt, rival invejoso de Harvey e supervisor direto dos associados do primeiro ano da empresa. Meghan Markle interpreta Rachel Zane, uma ajudante corporativa que aspira a ser uma advogada, mas sua ansiedade de teste a impede de frequentar a Harvard Law School. Sarah Rafferty interpreta Donna Paulsen, secretária legal de longa data de Harvey, confidente, e a única na empresa que sabe que Mike nunca frequentou a faculdade de direito. Gina Torres interpreta Jessica Pearson, co-fundadora e sócio-gerente da empresa.

## Episódios
| N.º na série | N.º na temp. | Título                                             | Dirigido por     | Escrito por                             | Exibição original       | Audiência (milhões) |
| --- | ------------ | -------------------------------------------------- | ---------------- | --------------------------------------- | ----------------------- | ------------------- |
| 61 | 1            | "Denial" "Recusa" (BR)                             | Anton Cropper    | Aaron Korsh                             | 24 de junho de 2015     | 2.13                |
| O trabalho de Harvey é afetado por mudanças ao redor do escritório; Donna se ajusta a trabalhar para Louis, que acredita que ela está certa em voltar para Harvey. Em outros eventos, Mike e Rachel devem decidir como e quando compartilhar suas grandes novidades; e um parceiro promissor confronta Jessica sobre o modo de fazer negócios com Harvey. |              |                                                    |                  |                                         |                         |                     |
| 62 | 2            | "Compensation" "Compensação" (BR)                  | Michael Smith    | Rick Muirragui                          | 1 de julho de 2015      | 2.27                |
| 63 | 3            | "No Refills" "Sem reposição" (BR)                  | Anton Cropper    | Chris Downey                            | 8 de julho de 2015      | 2.16                |
| Mike traz Robert Zane para co-orientar um caso, colocando seus instintos como um advogado contra seu desejo de permanecer em boas graças do seu futuro sogro. |              |                                                    |                  |                                         |                         |                     |
| 64 | 4            | "No Puedo Hacerlo" "Não posso fazer nada" (BR)     | Silver Tree      | Genevieve Sparling                      | 15 de julho de 2015     | 2.38                |
| Harvey sai de sua área usual de conhecimento, a fim de aceitar um caso de um cliente que tem um vínculo especial com a empresa. Mike e Zane trabalham juntos em seu caso de ação coletiva, mas Mike descobre que eles têm ideias diferentes sobre o que constitui uma vitória - para eles mesmos e para seus clientes. |              |                                                    |                  |                                         |                         |                     |
| 65 | 5            | "Toe to Toe" "De igual para igual" (BR)            | Kevin Bray       | Nora Zuckerman & Lilla Zuckerman        | 22 de julho de 2015     | 2.09                |
| Em uma sessão com sua terapeuta, Harvey está falando sobre seu sonho que está incomodando-o ultimamente. Em seu sonho, ele vê Donna e Travis Tanner dormindo juntos. Este sonho aparece em seu subconsciente porque ele está no meio de um caso contra ele. |              |                                                    |                  |                                         |                         |                     |
| 66 | 6            | "Privilege" "Privilégio" (BR)                      | Michael Smith    | Kyle Long                               | 29 de julho de 2015     | 2.16                |
| Enfrentando a revelação do Dr. Agard sobre a raiz de seus ataques de pânico, Harvey é forçado a tomar uma decisão pessoal difícil em um caso que toca um nervo. Enquanto isso, Mike e Louis assumiram a responsabilidade pelo cliente mais antigo de Harvey e precisam decidir o que fazer quando as exigências desse cliente forem contrárias a seus próprios interesses. E Donna tenta fazer sua mágica para tornar possível o casamento dos sonhos de Rachel. |              |                                                    |                  |                                         |                         |                     |
| 67 | 7            | "Hitting Home" "Acertando no lugar certo" (BR)     | Roger Kumble     | Sharyn Rothstein                        | 5 de agosto de 2015     | 2.08                |
| A pedido de Jessica, Mike se junta a Jack Soloff para co-orientar um caso e, apesar de sua história, os dois chegam a um entendimento surpreendente. Enquanto isso, Esther Litt retorna a Pearson Specter Litt para resolver um problema discretamente, mas Louis raramente lida com qualquer coisa em silêncio - especialmente quando se trata de família. E Donna e Harvey tentam fazer com que a amizade volte ao normal, mas Harvey tem dificuldade em aguentar o “conselho amigável de Donna”. |              |                                                    |                  |                                         |                         |                     |
| 68 | 8            | "Mea Culpa" "Mea Culpa" (BR)                       | Kate Dennis      | Daniel Arkin                            | 12 de agosto de 2015    | 2.31                |
| Jessica faz o controle de danos na sequência de Harvey socar Louis, assim como Jack Soloff e Daniel Hardman estão procurando pontos fracos para explorar. Enquanto isso, Donna aconselha os dois homens sobre como corrigir seus problemas. E Mike deve encontrar uma maneira de recusar sua promoção anunciada recentemente sem levantar suspeitas - enquanto ele e Rachel combatem um advogado adversário que detém a chave para descobrir seu segredo. |              |                                                    |                  |                                         |                         |                     |
| 69 | 9            | "Uninvited Guests" "Sem convite" (BR)              | Silver Tree      | Chris Downey                            | 19 de agosto de 2015    | 2.30                |
| Rachel e sua mãe planejam o casamento dos sonhos, mas Rachel se preocupa que o evento possa revelar o segredo de Mike. Em outros eventos, Daniel Hardman e Jack Soloff se mobilizam contra Jessica e os parceiros; Harvey e Mike se misturam com o misterioso defensor de Hardman, e Louis tenta descobrir a fraqueza de Jack. |              |                                                    |                  |                                         |                         |                     |
| 70 | 10           | "Faith" "Fé" (BR)                                  | Anton Cropper    | Genevieve Sparling                      | 26 de agosto de 2015    | 2.34                |
| Com as costas contra a parede, Jessica e Louis fazem um último esforço para conseguir o apoio dos parceiros, enquanto Daniel Hardman e Jack Soloff tentam tomar posse da empresa. Enquanto isso, Mike e Harvey devem encarar os demônios de seu passado para tomar decisões potencialmente transformadoras. Enquanto Jessica ganha o voto de liderança, Mike entrega a Harvey sua carta de demissão. Mike depois é preso. |              |                                                    |                  |                                         |                         |                     |
| 71 | 11           | "Blowback" "Tiro pela culatra" (BR)                | Cherie Nowlan    | Nora Zuckerman & Lilla Zuckerman        | 27 de janeiro de 2016   | 1.74                |
| A implacável advogada americana Anita Gibbs (Leslie Hope) leva Mike para interrogatório e recusa-o a um advogado até que ele forme uma declaração gravada sobre sua negação de direitos. Uma Rachel em pânico chama seu pai Robert de apoio, inadvertidamente provando a ele que Mike é uma fraude, causando uma divisão entre Robert e Rachel. Harvey, que quer representar Mike, está dividido entre manter Hardman e Soloff afastados e manter as aparências contra Gibbs na empresa. Harvey aproveita a carta de demissão de Mike sob fiança, enquanto Mike usa sua habilidade para trazer acusações de conspiração para forçar Soloff a recuar. Louis tenta proteger Donna da acusação, mas quando ela se recusa a ficar de lado, Louis permite que ela e Harvey se reúnam. |              |                                                    |                  |                                         |                         |                     |
| 72 | 12           | "Live to Fight…" "Viver para lutar" (BR)           | Rob Seidenglanz  | Sharyn Rothstein                        | 3 de fevereiro de 2016  | 1.51                |
| Mike e Louis descobrem que foi Sheila Sazs quem relatou Mike às autoridades depois que Louis reconheceu o texto e a linguagem no e-mail anônimo (enviado de um endereço de Harvard) como dela. Ele a visita em sua casa e pede a Sheila que retire seu e-mail. Enquanto ela se recusa, ela concorda em não se apresentar como a pessoa que escreveu o e-mail, o que significa que ele não pode ser usado como prova. Ela informa a Louis que estava lendo um artigo de jornal sobre a promoção de Mike para Junior Partner quando percebeu que Mike não tinha nenhum arquivo de papel em sua sala de arquivos e provavelmente era uma fraude. Enquanto isso, Gibbs detém o pai de Donna na tentativa de fazer com que Donna ligue Harvey. Mike vai visitar o professor Gerard e obtém uma carta vaga dele, sugerindo que Mike estava em sua aula de ética na Harvard Law. Gibbs concorda em liberar o pai de Donna, desde que Harvey e Mike não usem a carta de Gerard no caso. Gretchen informa Louis que ela foi quem chamou os editores da revista para ter o artigo escrito, mas que ela está apoiando a Pearson Specter Litt. |              |                                                    |                  |                                         |                         |                     |
| 73 | 13           | "God's Green Earth" "Nesse mundo de meu Deus" (BR) | Anton Cropper    | Genevieve Sparling & Sandra Silverstein | 10 de fevereiro de 2016 | 1.71                |
| Anita Gibbs atrai Rachel para uma conversa, tornando tudo dito durante a reunião inadmissível, e ameaça os sonhos de Rachel de uma carreira de advogado, a menos que ela ligue a empresa. Harvey, depois de confrontar Gibbs sobre conversar com Rachel, ouve Gibbs dizer "a terra verde de Deus", deduzindo assim que ela escreveu o artigo publicado no New York Journal que prejudicou muito a reputação da Pearson Specter Litt. Louis pressiona Sheila e a envia em "férias" para a Argentina. Donna, enquanto olha através dos documentos de Gibbs, descobre que Trevor conversou com Gibbs. |              |                                                    |                  |                                         |                         |                     |
| 74 | 14           | "Self Defense" "Autodefesa" (BR)                   | Patrick J. Adams | Kyle Long                               | 17 de fevereiro de 2016 | 1.58                |
| Como o tempo se esgota antes do julgamento, Mike quer se representar enquanto Harvey quer liderar a acusação. Para decidir o problema, Harvey desafia Mike para um confronto, o vencedor leva tudo. |              |                                                    |                  |                                         |                         |                     |
| 75 | 15           | "Tick Tock" "Tique-taque" (BR)                     | Roger Kumble     | Daniel Arkin                            | 24 de fevereiro de 2016 | 1.73                |
| O júri volta mas, antes que o resultado seja anunciado, Mike decide aceitar Anita Gibbs em um de seus negócios. Qual deles não é mencionado, mas Harvey é mostrado correndo para o escritório de Gibbs para tentar parar Mike. |              |                                                    |                  |                                         |                         |                     |
| 76 | 16           | "25th Hour" "Aos 45 do segundo tempo" (BR)         | Anton Cropper    | Aaron Korsh                             | 2 de março de 2016      | 1.71                |
| Mike aceita a prisão que Anita Gibbs ofereceu a ele, desde que ela não vá atrás de Harvey ou de qualquer outro parceiro da Pearson Specter Litt. Harvey rastreia o capataz do júri para saber qual seria o veredicto. Ele descobre que Mike foi considerado inocente, mas decide não contar a verdade a Mike, poupando-lhe assim a dor de saber que tomou a decisão errada. Mike e Rachel decidem se casar no dia seguinte, mas Mike se recusa a casar com ela no final. Enquanto isso, Harvey tenta encontrar uma maneira de anular o acordo que Mike fez com Anita Gibbs, mas falha. Ele então decide entregar os arquivos do caso do Liberty Rail, dizendo a Gibbs que ela pode processar um assassino em troca de Mike não ir para a prisão. Gibbs rejeita a proposta, dizendo que Harvey deveria fazer a coisa certa e levar o caso a julgamento, ao invés de usá-lo como moeda de barganha. Jessica, Louis e Donna retornam ao escritório no dia seguinte e descobrem que todos os funcionários foram embora. Na última cena, Mike é visto entrando no portão da prisão.                                                     |              |                                                    |                  |                                         |                         |                     |

## Classificações
| Nº. | Título              | Transmissão Original    | Horário (EUA)        | Audiência (em milhões) | Avaliação (Adultos 18–49 anos) | 18-49 Ranking | Notas  |
| --- | ------------------- | ----------------------- | -------------------- | ---------------------- | ------------------------------ | ------------- | ------ |
| 1   | "Denial"            | 24 de junho de 2015     | Quintas-feiras 21:00 | 2.13                   | 0.6                            | #2            | [ 2 ]  |
| 2   | "Compensation"      | 1 de julho de 2015      | Quintas-feiras 21:00 | 2.27                   | 0.6                            | #3            | [ 3 ]  |
| 3   | "No Refills"        | 8 de julho de 2015      | Quintas-feiras 21:00 | 2.16                   | 0.6                            | #5            | [ 4 ]  |
| 4   | "No Puedo Hacerlo"  | 15 de julho de 2015     | Quintas-feiras 21:00 | 2.38                   | 0.6                            | #2            | [ 5 ]  |
| 5   | "Toe to Toe"        | 22 de julho de 2015     | Quintas-feiras 21:00 | 2.09                   | 0.6                            | #4            | [ 6 ]  |
| 6   | "Privilege"         | 29 de julho de 2015     | Quintas-feiras 21:00 | 2.16                   | 0.5                            | #5            | [ 7 ]  |
| 7   | "Hitting Home"      | 5 de agosto de 2015     | Quintas-feiras 21:00 | 2.08                   | 0.6                            | #6            | [ 8 ]  |
| 8   | "Mea Culpa"         | 12 de agosto de 2015    | Quintas-feiras 21:00 | 2.31                   | 0.7                            | #2            | [ 9 ]  |
| 9   | "Uninvited Guests"  | 19 de agosto de 2015    | Quintas-feiras 21:00 | 2.30                   | 0.6                            | #2            | [ 10 ] |
| 10  | "Faith"             | 26 de agosto de 2015    | Quintas-feiras 21:00 | 2.34                   | 0.6                            | #2            | [ 11 ] |
| 11  | "Blowback"          | 27 de janeiro de 2016   | Quintas-feiras 21:00 | 1.74                   | 0.5                            | #8            | [ 12 ] |
| 12  | "Live to Fight"     | 3 de fevereiro de 2016  | Quintas-feiras 21:00 | 1.51                   | 0.5                            | #12           | [ 13 ] |
| 13  | "God's Green Earth" | 10 de fevereiro de 2016 | Quintas-feiras 21:00 | 1.71                   | 0.5                            | #8            | [ 14 ] |
| 14  | "Self Defense"      | 17 de fevereiro de 2016 | Quintas-feiras 21:00 | 1.58                   | 0.5                            | #12           | [ 15 ] |
| 15  | "Tick Tock"         | 24 de fevereiro de 2016 | Quintas-feiras 21:00 | 1.73                   | 0.5                            | #7            | [ 16 ] |
| 16  | "25th Hour"         | 2 de março de 2016      | Quintas-feiras 21:00 | 1.71                   | 0.5                            | #7            | [ 17 ] |